# Parco Lobera
Il Parco Lobera è un parco situato nella città spagnola di Melilla, nel quartiere dell'Ensanche Modernista, lungo l'avenida Cándido Lobera, sul lato ovest della Alcazaba. È un parco caratterizzato da giardini e sculture, ed è uno dei luoghi più rappresentativi della città.

## Storia
Il parco prende il nome dal suo fondatore, Cándido Lobera Girela, che, durante il suo mandato come presidente della Junta de Arbitrios, creò il parco per evitare la costruzione di baracche sul suo terreno. Una volta completato nel 1927, il parco fu inizialmente chiamato Parco Conde de Jordana. Nel 1978, il parco subì una ristrutturazione che incluse la costruzione di cascate, uno stagno, pergolati, una fontana, un chiosco e un tempietto, insieme all'aggiunta di sculture di Rafael Picazo. Nel 1993, furono aggiunte sculture di Juan Antonio Diago, come quella che rappresenta "la niña tocando el agua" ("la bambina che tocca l'acqua").
Negli anni successivi, il parco soffrì periodi di abbandono e ristrutturazioni parziali di bassa qualità. Tuttavia, nel tempo sono stati avviati lavori di ristrutturazione più ampi, che hanno incluso il restauro dei viali, degli stagni, delle fontane e di altri elementi, nonché il miglioramento delle mura esterne e del fossato del Cuarto Recinto Fortificado.

## Descrizione
Il parco si estende su una superficie di 1,42 ettari e comprende viali, cascate e giardini che scendono dalle mura del Cuarto Recinto Fortificado, situato nella zona alta e orientale, fino alla parte inferiore, verso l'avenida Cándido Lobera, situata a ovest. Nella zona sud, più bassa, si trova uno stagno, mentre salendo si arriva a una piazza circondata da pergolati, con una fontana al centro. In questa area si trovano anche un chiosco nella parte est e un tempietto.